# Podorašje
Podorašje är en ort i Bosnien och Hercegovina.   Den ligger i entiteten Federationen Bosnien och Hercegovina, i den centrala delen av landet, 90 km norr om huvudstaden Sarajevo. Podorašje ligger 353 meter över havet och antalet invånare är 1 084.
Terrängen runt Podorašje är kuperad norrut, men söderut är den platt. Runt Podorašje är det ganska tätbefolkat, med 93 invånare per kvadratkilometer.. Närmaste större samhälle är Tuzla, 12,6 km sydost om Podorašje. 
Omgivningarna runt Podorašje är en mosaik av jordbruksmark och naturlig växtlighet.